# Leucolepidopa
Leucolepidopa is een geslacht van kreeftachtigen uit de klasse van de Malacostraca (hogere kreeftachtigen).

## Soort
- Leucolepidopa sunda Efford, 1969